# Carlos Jiménez Mabarak
Carlos Jiménez Mabarak (* 31. Januar 1916 in Tacuba; † 21. Juni 1994 in Mexiko-Stadt) war ein mexikanischer Komponist.

## Leben
Jiménez Mabarak war Klavierschüler von Jesús Castillo, studierte dann am Konservatorium von Santiago de Chile,  am Institut für höhere musikalische Studien in Brüssel und war an der Universität Brüssel Schüler von Charles van der Borren. In Paris setzte er seine Ausbildung bei René Leibowitz fort. Ab 1942 unterrichtete er am Konservatorium von Mexiko-Stadt Komposition und an der Kunstschule von Villahermosa Harmonielehre.

## Werke
Er komponierte zwei Opern (Misa de seis, 1962 und La Güera, 1982), zehn Ballette, Schauspielmusiken, drei Sinfonien, ein Konzert für Klavier, Pauken, Xylophon und Schlagzeug, kammermusikalische Werke Klavierstücke, Chormusik und Lieder.